# 2011年1月4日日食
2011年1月4日日食是一次日偏食，發生於2011年1月4日。新月當天（即朔日），地球上觀測到月球和太阳的角距離極小，此時月球如果恰好在月球交點附近，穿過太阳和地球之間，與地球、太阳接近一直線，則會出現日食。由於月球偏北或偏南，本影及偽本影從地球以北或以南經過而未接觸地表，只有半影覆蓋了地球北端或南端部分區域，形成日偏食。此次日偏食月球偏北，出現在欧洲大部、非洲北半部和亚洲西半部。

此次日偏食過程中月影在地表移動的動畫

通常每年有2次日食，而2011年共有4次，全都是日偏食。本次日食是其中第一次。

## 日食概況

### 出現區域
本次日偏食可在除冰岛和北冰洋沿岸地區外的欧洲絕大部分、北非、西非北半部、中部非洲北半部、东非北部、西亚、中亚、巴基斯坦、印度西北部、中國西部、蒙古西部、西伯利亚西南部看到。

### 基本參數
- 類型：日偏食
- 食分最大處（位於瑞典西博滕省東部）資料：
  - 時間：2011年1月4日8:50:36.1
  - 地點：64°42′N 20°48′E / 64.7°N 20.8°E[3]
  - 食分：0.8576（日食帶內最大）[4]

## 圖片

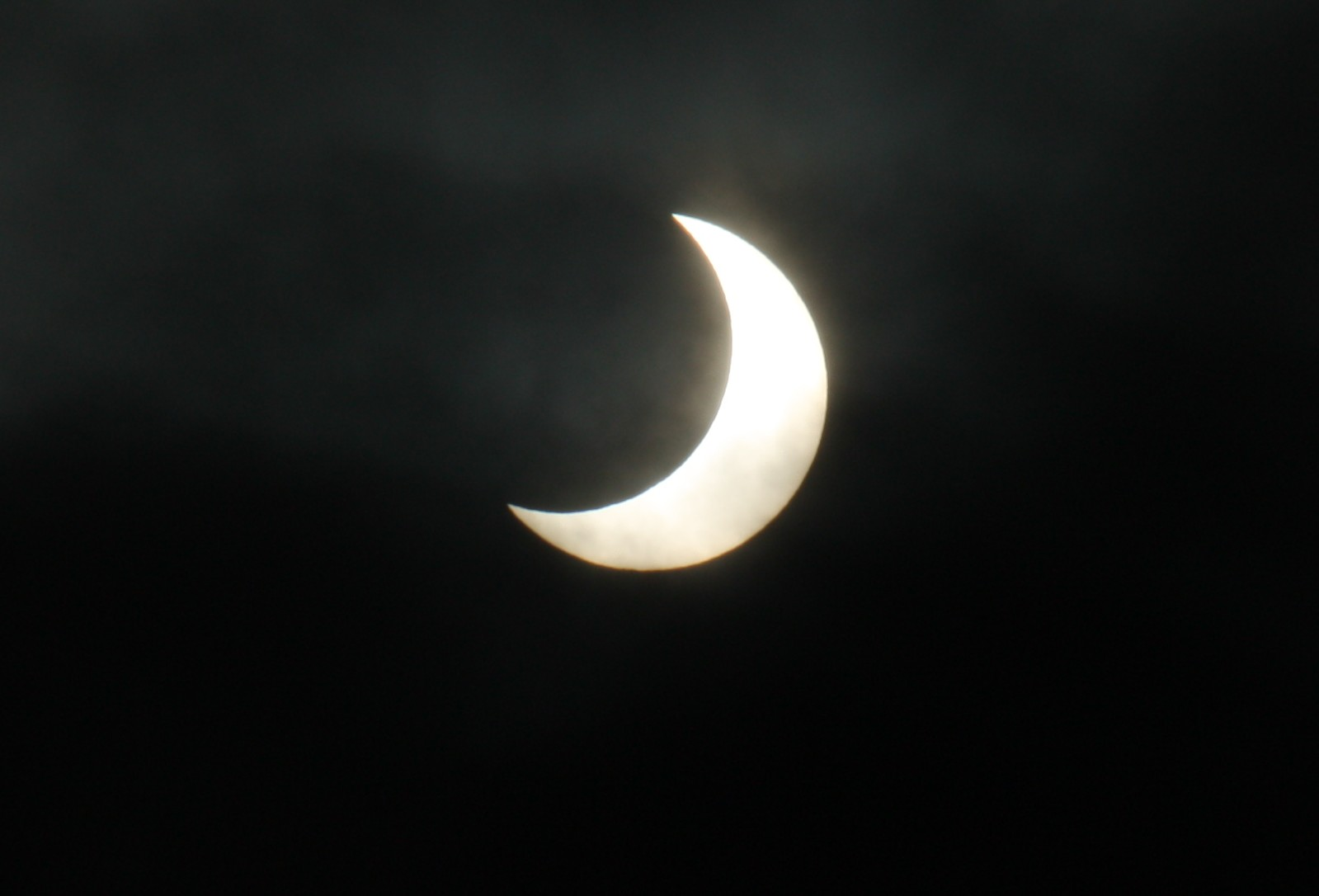
德國埃伯斯貝格，時間為10:32
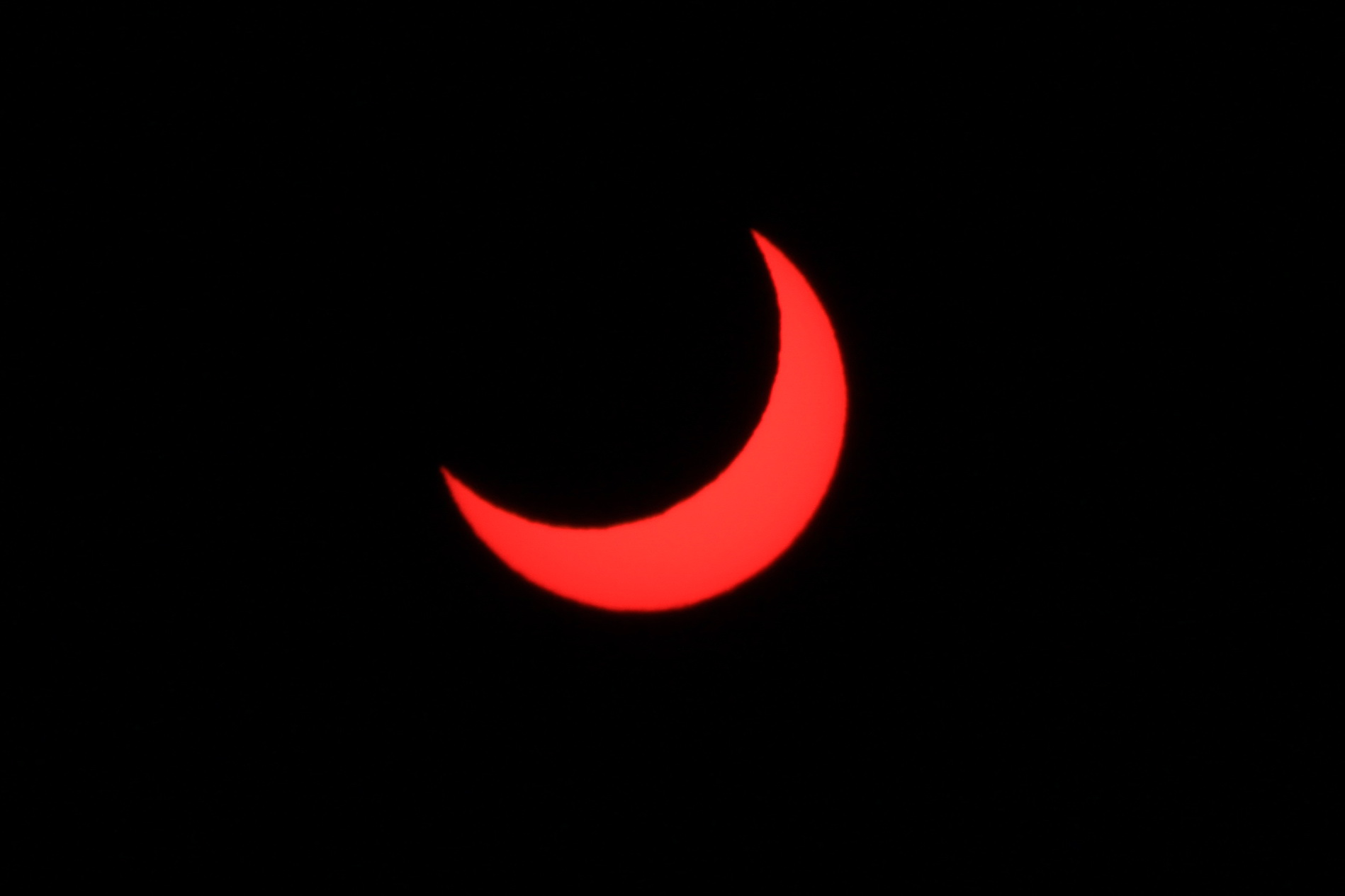
斯洛伐克布拉迪斯拉發，時間為10:43
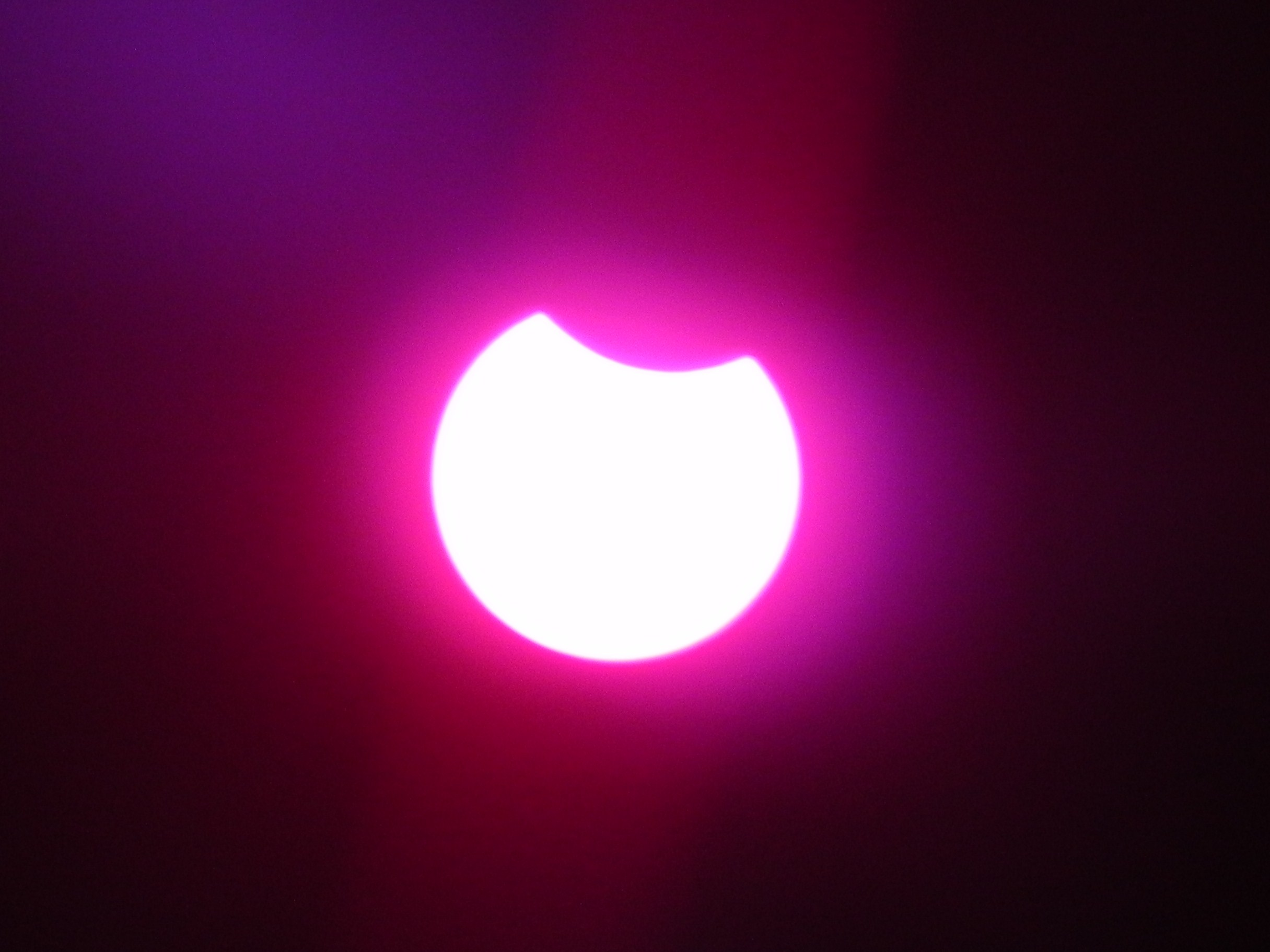
也門薩那，時間為11:47
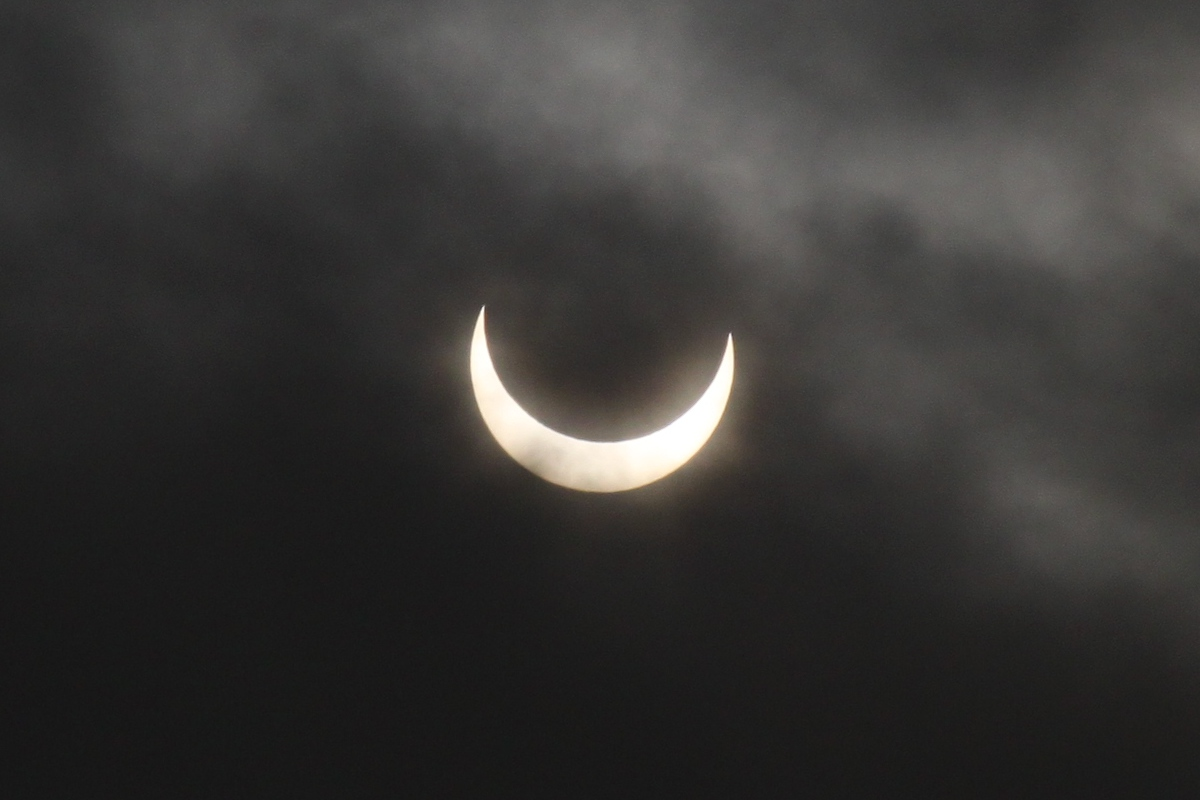
波蘭馬爾基，時間為09:33
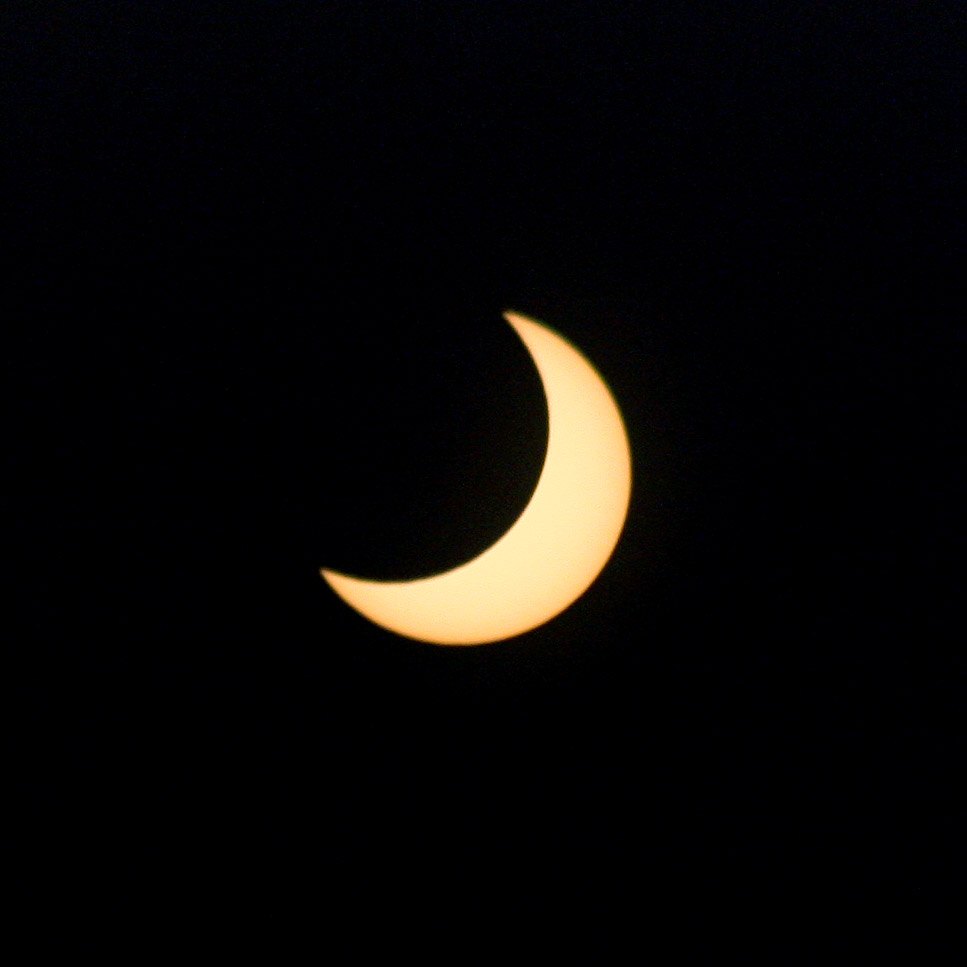
奧地利維也納，時間為09:34
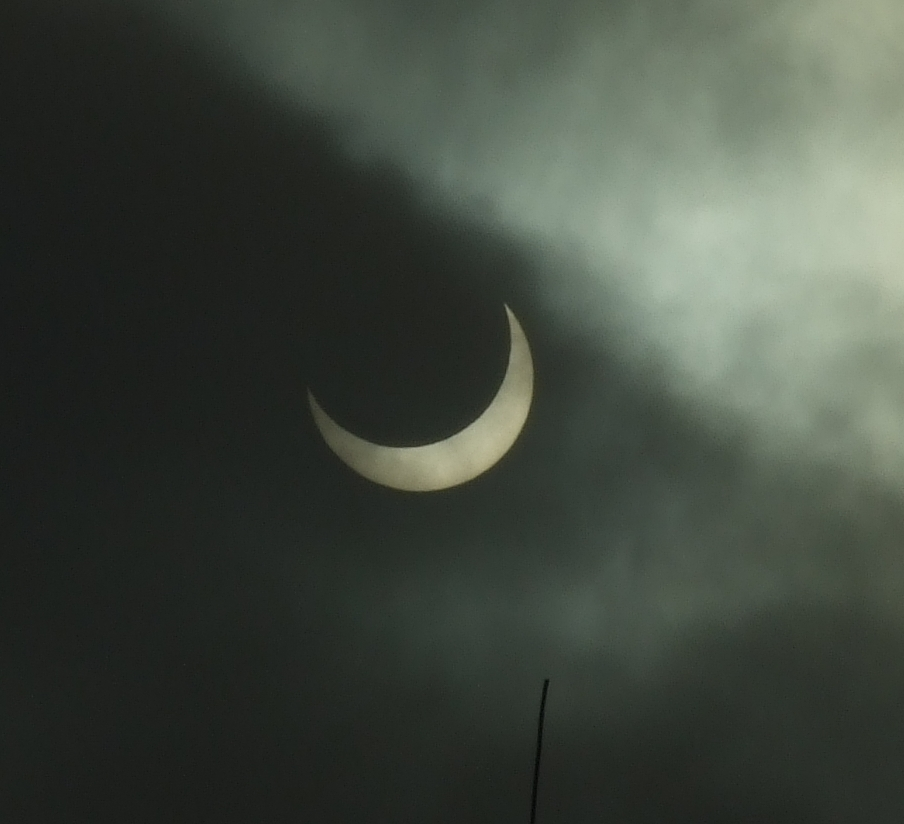
波蘭，時間為09:41
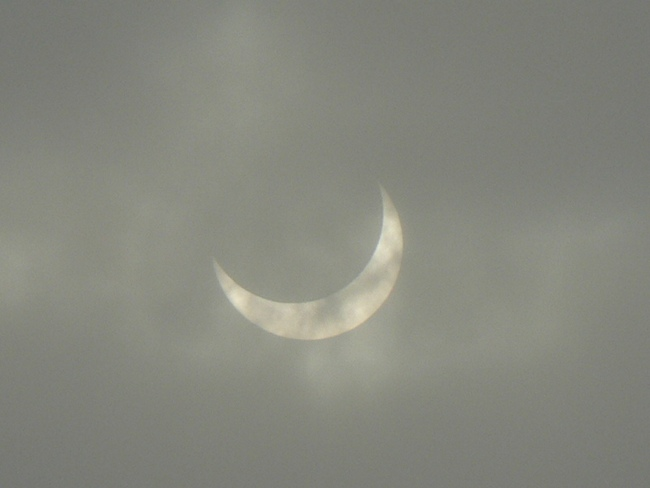
捷克佩特羅夫納德德斯瑙（捷克語：Petrov nad Desnou），時間為09:41

## 相關的日食

### 2008-2011年的日食
月球交替位於相對的月球交點時，以半個交點年（食年），即約177天又4小時間隔出現下列日食。
| 日食列表  |           |           |           |           |           |           |           |           |           |           |           |
| 1997-2000 | 2000-2003 | 2004-2007 | 2008-2011 | 2011-2014 | 2015-2018 | 2018-2021 | 2022-2025 | 2026-2029 | 2029-2032 | 2033-2036 | 2036-2039 |

| 升交點                                                         | 升交點                  |                                  | 降交點                  | 降交點 |
| 沙羅周期                                                       | 地圖                    | 沙羅周期                         | 地圖                    |        |
| 121 新西兰基督城的日偏食                                       | 2008年2月7日 環食       | 126 俄罗斯新西伯利亚的日全食     | 2008年8月1日 全食       |        |
| 131 印尼帕朗卡拉亞的日環食                                     | 2009年1月26日 環食      | 136 孟加拉国古里格拉姆县的日全食 | 2009年7月22日 全食      |        |
| 141 中非共和國班基的日環食                                     | 2010年1月15日 環食      | 146 法屬玻里尼西亞豪環礁的日全食 | 2010年7月11日 全食      |        |
| 151 奥地利維也納的日偏食                                       | 2011年1月4日 偏食（北） | 156                              | 2011年7月1日 偏食（南） |        |
| 註：2011年6月1日和2011年11月25日的日偏食屬於下一組交點年系列。 |                         |                                  |                         |        |

### 沙羅周期
沙羅周期長度為18年11天。本次日食屬於沙羅周期151，共包含72次日食，依次為1776年8月14日至2083年2月16日的18次日偏食、2101年2月28日至2191年4月23日的6次日環食、2209年5月5日的1次全環食（亦稱混合食）、2227年5月16日至2912年7月6日的39次日全食、2930年7月17日至3056年10月1日的8次日偏食，總共歷時1280.14年。其中最長的全食發生於2840年5月22日，共持續5分41秒。
下表列舉了1901年至2100年間發生的屬於該周期的日食，是第8至18次：
| 8              | 9              | 10             |
| -------------- | -------------- | -------------- |
| 1902年10月31日 | 1920年11月10日 | 1938年11月21日 |
| 11             | 12             | 13             |
| 1956年12月2日  | 1974年12月13日 | 1992年12月24日 |
| 14             | 15             | 16             |
| 2011年1月4日   | 2029年1月14日  | 2047年1月26日  |
| 17             | 18             |                |
| 2065年2月5日   | 2083年2月16日  |                |

### 默冬序列
默冬序列是至少包含5個以19年（6939.69天）重覆出現的食的週期組合，而這些日食幾乎都出現在日曆上相同的日期。另一方面，它也包含了1/5長或3.8年（1387.94天）的子週期。
這個序列從1942年8月12日至2018年8月11日，共有21次日食事件。
| 8月10-12日    | 5月30日       | 3月18日       | 1月4-5日     | 10月23-24日    |
| 115           | 117           | 119           | 121          | 123            |
| ------------- | ------------- | ------------- | ------------ | -------------- |
| 1942年8月12日 | 1946年5月30日 | 1950年3月18日 | 1954年1月5日 | 1957年10月23日 |
| 125           | 127           | 129           | 131          | 133            |
| 1961年8月11日 | 1965年5月30日 | 1969年3月18日 | 1973年1月4日 | 1976年10月23日 |
| 135           | 137           | 139           | 141          | 143            |
| 1980年8月10日 | 1984年5月30日 | 1988年3月18日 | 1992年1月4日 | 1995年10月24日 |
| 145           | 147           | 149           | 151          | 153            |
| 1999年8月11日 | 2003年5月31日 | 2007年3月19日 | 2011年1月4日 | 2014年10月23日 |
| 155           |               |               |              |                |
| 2018年8月11日 |               |               |              |                |

## 外部連結
- NASA日食專頁（页面存档备份，存于）（英文）
- 可見區域圖和時間統計：由弗雷德·埃斯佩納克做出的日食預報，NASA/GSFC
  - 貝塞爾元素
- 日食，2011年1月5日每日一天文圖，拍攝於阿曼马斯喀特，国际空间站從日面前穿過
- 日、月東升時的日食，2011年1月6日每日一天文圖，拍攝於奧地利格拉茨
- 日落、月落，2011年1月7日每日一天文圖，拍攝於奧地利俄罗斯新西伯利亚
- 2011年1月4日日食網上現場直播（希伯来文）
- 俄罗斯莫斯科的日偏食（英文）

| \| \| 日食 \|                             |                             |                                          |
| 上一次日食： 2010年7月11日日食 （日全食） | 2011年1月4日日食 （日偏食） | 下一次日食： 2011年6月1日日食 （日偏食） |
| 上一次日偏食： 2007年9月11日日食          | 2011年1月4日日食 （日偏食） | 下一次日偏食： 2011年6月1日日食          |
|                                           | 日食                        |                                          |